# فال جو ووكر
فال جو ووكر (بالإنجليزية: Val Joe Walker)‏ هو لاعب كرة قدم أمريكية أمريكي، ولد في 7 يناير 1930 في تاهوكا في الولايات المتحدة، وتوفي في 25 ديسمبر 2013.

## وصلات خارجية
- فال جو ووكر على موقع مرجع كرة القدم المحترفة.كوم (الإنجليزية)